# Cochise (Arizona)
Pour les articles homonymes, voir Cochise (homonymie).
Cochise est une ville fantôme située dans le comté de Cochise en Arizona aux États-Unis. 
La ville a été créée le long de la Southern Pacific Railroad dans les années 1880. La ville fut essentiellement un point de ravitaillement en charbon et en eau nécessaires aux trains à l'époque. À son apogée, la ville a une population d'environ 3000 personnes. Aujourd'hui, seules 50 personnes y vivent encore, et elle abrite plusieurs lieux historiques. En 1899, Big Nose Kate, la célèbre compagne de Doc Holliday, vivaient à Cochise et elle travailla à Cochise Hotel (en) après la mort de Holliday.